# Yaji Shan
Yaji Shan (kinesiska: 丫髻山) är ett berg i Kina. Det ligger i provinsen Jiangsu, i den östra delen av landet, omkring 65 kilometer sydost om provinshuvudstaden Nanjing. Toppen på Yaji Shan är 273 meter över havet.
Runt Yaji Shan är det tätbefolkat, med 459 invånare per kvadratkilometer. Närmaste större samhälle är Xuebu, 8,1 km nordost om Yaji Shan. Trakten runt Yaji Shan består till största delen av jordbruksmark.
Genomsnittlig årsnederbörd är 1 331 millimeter. Den regnigaste månaden är juli, med i genomsnitt 251 mm nederbörd, och den torraste är december, med 37 mm nederbörd.